# La quinta disciplina
La quinta disciplina: l'arte e la pratica dell'apprendimento organizzativo è un libro di Peter Senge (docente del MIT) che si concentra sul problem solving di gruppo utilizzando il pensiero sistemico come metodo per convertire le imprese all'apprendimento organizzativo. Le cinque discipline rappresentano degli approcci (teorie e metodi) per sviluppare tre capacità di apprendimento: favorire le ambizioni, sviluppare conversazione riflessiva e comprendere la complessità.

## Le cinque discipline
Le cinque discipline di apprendimento organizzativo discusse nel libro sono:
1) "La padronanza di sé è una disciplina per chiarire e approfondire continuamente la nostra visione personale, concentrare le nostre energie, sviluppare la pazienza e vedere oggettivamente la realtà". (p. 8)
2) "I modelli mentali sono assunzioni profondamente radicate, generalizzazioni o anche immagini, che influenzano il modo in cui comprendiamo il mondo e il modo in cui agiamo". (p. 9)
3) "La costruzione della visione condivisa è la pratica per far emergere «immagini del futuro» condivise, che favoriscano l'impegno genuino e l'identificazione, piuttosto che il conformismo". (p. 10)
4) "L'apprendimento di gruppo (Team learning) inizia con il dialogo, la capacità dei membri di un team di sospendere i pregiudizi ed entrare nel pensiero collettivo". (p. 11)
5) "Il pensiero sistemico - la quinta disciplina che integra le altre quattro."
"Systems thinking also needs the disciplines of building shared vision, mental models, team learning, and personal mastery to realize its potential. Building shared vision fosters a commitment to the long term.  Mental models focus on the openness needed to unearth shortcomings in our present ways of seeing the world.  Team learning develops the skills of groups of people to look for the larger picture beyond individual perspectives.  And personal mastery fosters the personal motivation to continually learn how our actions affect our world."  (p. 12)
"Ma, per realizzare il suo potenziale, il pensiero sistemico necessita anche delle altre discipline: creare una visione condivisa, modelli mentali, apprendimento di gruppo e padronanza personale. Costruire una visione condivisa alimenta l'impegno a lungo termine. I modelli mentali si concentrano sull'apertura necessaria a scoprire scorciatoie nel nostro modo attuale di vedere il mondo. L'apprendimento di gruppo sviluppa le capacità dei nuclei di persone di guardare all'immagine più grande al di là delle prospettive dei singoli. E la padronanza personale promuove la motivazione personale a continuare ad apprendere come le nostre azioni influiscano sul nostro mondo." (p. 14)

## Le difficoltà di apprendimento
Senge elenca anche numerosi comportamenti deleteri o preconcetti, che comportano difficoltà di imparare.
1) "Io sono la mia posizione."
Le persone non sono in grado di riconoscere il loro scopo come parte dell'impresa. Invece, essi si vedono come parte insignificante di un sistema su cui hanno poca influenza, portandoli ad accontentarsi degli incarichi che devono svolgere per il proprio ruolo organizzativo. Ciò rende difficile individuare il motivo della mancata condivisione della visione d'impresa, con tante 'viti allentate' nascoste intorno.
2) "Il nemico è là fuori"
3) L'illusione del farsi carico di qualcosa
4) L'eccesso di concentrazione sugli eventi
La tendenza a vedere le cose come risultato di eventi di breve durata mina la nostra capacità di vedere le cose su una scala più grande. Questo è ciò di cui avevano bisogno gli uomini delle caverne, per reagire rapidamente agli eventi per la sopravvivenza. Tuttavia, oggi le maggiori minacce che abbiamo di fronte sono raramente eventi improvvisi, ma processi lenti e graduali, come ad esempio i cambiamenti ambientali.
5) La parabola della rana bollita
6) L'illusione di apprendere dall'esperienza
7) Il mito del management team.

## Le 11 leggi della quinta disciplina
1) I problemi di oggi derivano dalle "soluzioni" di ieri.
2) Più spingete avanti, più il sistema tira indietro.
3) Prima di peggiorare il comportamento migliora.
4) La via di uscita più facile solitamente riporta all'interno del problema.
5) La cura può essere peggiore della malattia.
6) Più rapido è più lento.
7) Causa ed effetto non sono strettamente connessi nel tempo e nello spazio.
8) Piccoli cambiamenti possono produrre grossi risultati... ma le aree di maggiore influenza sono spesso quelle meno ovvie.
9) Potete avere la botte piena e la moglie ubriaca, ma non contemporaneamente.
10) Dividere un elefante in due non dà due elefantini.
11) Non ci sono colpe da attribuire.

## Gli archetipi sistemici
1. Retroazione di rafforzamento (escalation);
2. Retroazione di riequilibrio (tapis roulant);
3. Ritardo (effetto j);
4. Crescita e insufficienza di investimenti;
5. Erosione dell’obiettivo;
6. Successo a chi ha successo.

"Oltre agli archetipi base, ne esistono altri che sono un mix dei precedenti. Conoscendoli meglio, si nota che approfondiscono soprattutto l’etica e la morale umana, studiando più a fondo i comportamenti sociali".
1. Transfert;
2. Transfert su chi interviene;
3. La tragedia delle risorse comuni.